# Риджвей (Вірджинія)
Риджвей (англ. Ridgeway) — місто (англ. town) в США, в окрузі Генрі штату Вірджинія. Населення — 752 особи (2020).

## Географія
Риджвей розташований за координатами 36°34′41″ пн. ш. 79°51′30″ зх. д. / 36.57806° пн. ш. 79.85833° зх. д. (36.578176, -79.858299).  За даними Бюро перепису населення США в 2010 році місто мало площу 2,47 км², уся площа — суходіл.

## Демографія
Згідно з переписом 2010 року, у місті мешкали 742 особи в 316 домогосподарствах у складі 210 родин. Густота населення становила 300 осіб/км².  Було 361 помешкання (146/км²).
Расовий склад населення:
| - 77,8 % — білих - 15,2 % — чорних або афроамериканців - 1,9 % — азіатів - 1,1 % — корінних американців - 2,7 % — осіб інших рас |

До двох чи більше рас належало 1,3 %. Частка іспаномовних становила 5,4 % від усіх жителів.
За віковим діапазоном населення розподілялося таким чином: 23,5 % — особи молодші 18 років, 58,2 % — особи у віці 18—64 років, 18,3 % — особи у віці 65 років та старші. Медіана віку мешканця становила 42,1 року. На 100 осіб жіночої статі у місті припадало 88,8 чоловіків;  на 100 жінок у віці від 18 років та старших — 84,4 чоловіків також старших 18 років.
Середній дохід на одне домашнє господарство  становив 43 118 доларів США (медіана — 32 159), а середній дохід на одну сім'ю — 52 778 доларів (медіана — 48 194). За межею бідності перебувало 25,7 % осіб, у тому числі 44,4 % дітей у віці до 18 років та 17,9 % осіб у віці 65 років та старших.
Цивільне працевлаштоване населення становило 338 осіб. Основні галузі зайнятості: освіта, охорона здоров'я та соціальна допомога — 27,2 %, виробництво — 18,9 %, фінанси, страхування та нерухомість — 9,8 %, мистецтво, розваги та відпочинок — 8,9 %.